# Pfarrkirche St. Laurentius (Schaan)

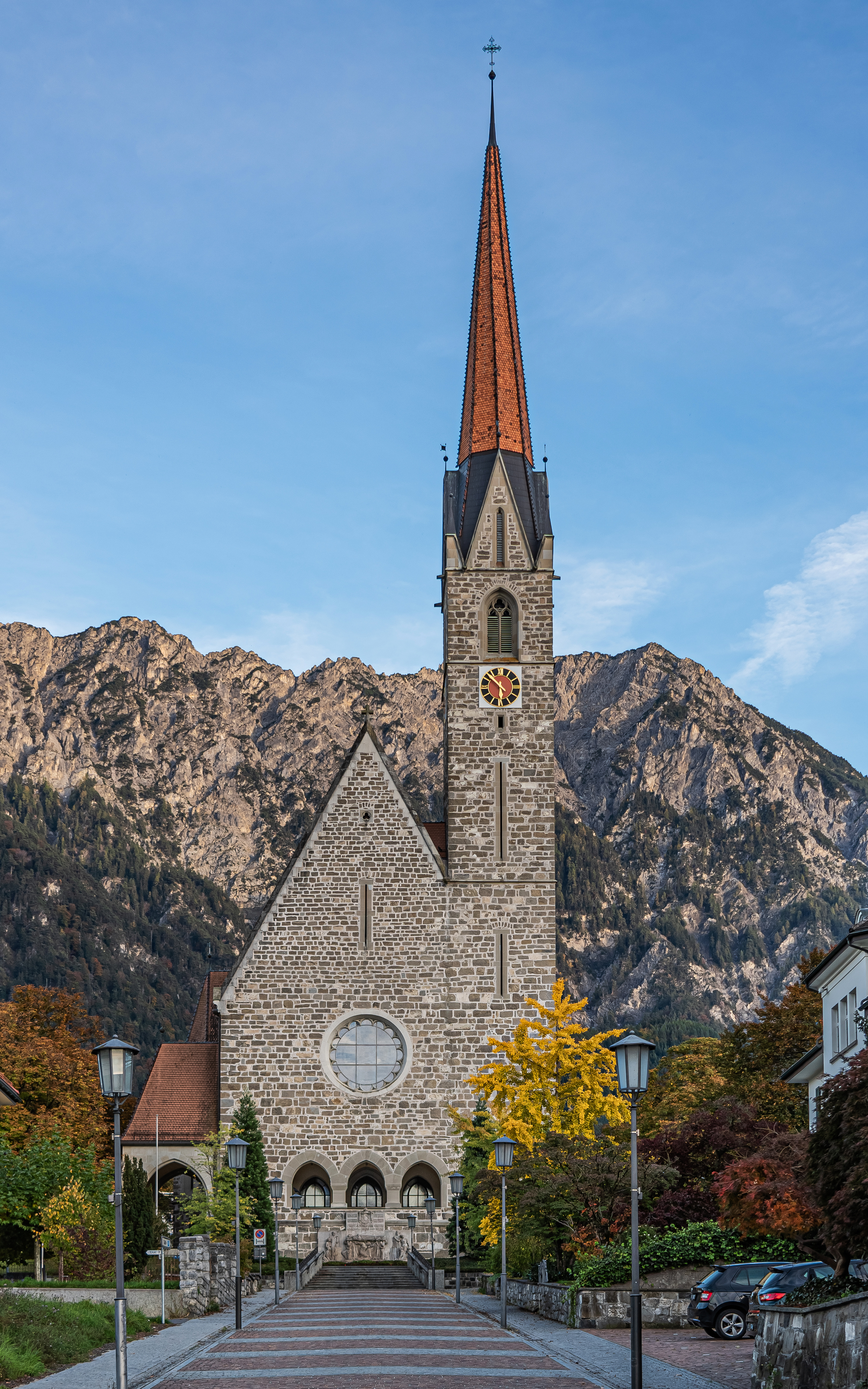
Pfarrkirche St. Laurentius

Die Pfarrkirche St. Laurentius ist die römisch-katholische Pfarrkirche der Gemeinde Schaan im Fürstentum Liechtenstein. Die dem Heiligen Laurentius geweihte Kirche wurde in den Jahren 1888 bis 1893 im neugotischen Stil erbaut und ersetzte die alte Pfarrkirche St. Laurentius.
Der Kirchturm ist mit seinen 81 Metern der höchste in Liechtenstein.

## Lage
Die Pfarrkirche St. Laurentius befindet sich im Zentrum von Schaan an leicht erhöhter Lage (auf ca. 460 m ü. M.).
Das Kirchengebäude wurde rund 200 Meter südlich der alten Pfarrkirche St. Laurentius errichtet, wobei sich der Friedhof der Gemeinde weiterhin auf dem Areal der ehemaligen Pfarrkirche befindet.

## Alte Pfarrkirche St. Laurentius

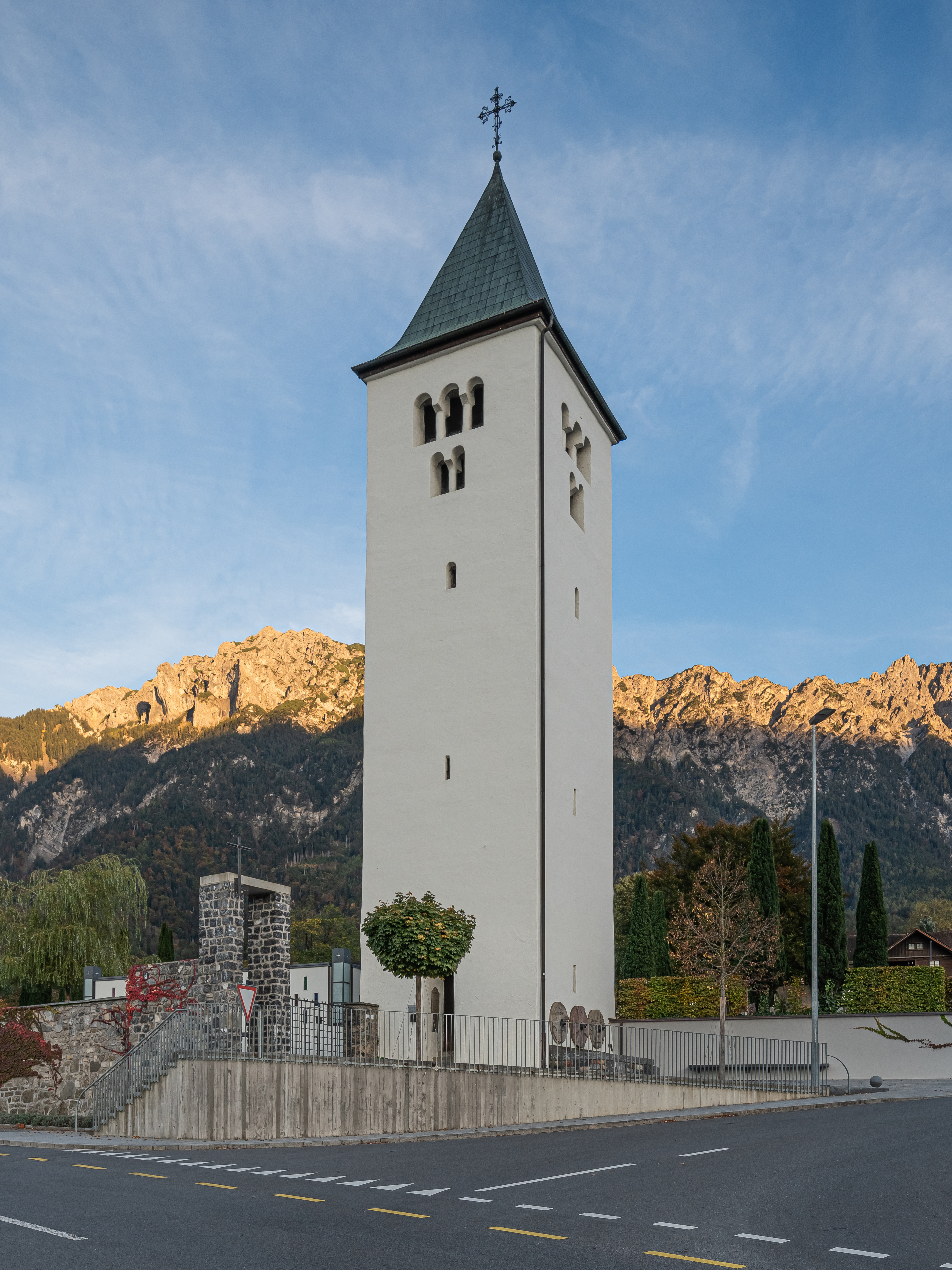
Turm der alten Pfarrkirche

Die Kirche St. Laurentius wurde erstmals in einem Ablassbrief vom Jahr 1300 erwähnt. Weiter ist belegt, dass im Jahr 1386 Graf Rudolf V. von Montfort die Kirche dem Domkapitel von Chur schenkte. Eine Weihbestätigung im Jahr 1394 lässt zudem darauf schliessen, dass die Kirche in dieser Zeit zumindest im Innern neu gestaltet worden war. Eine Ablassurkunde vom November 1500 wiederum deutet auf notwendig gewordene Reparaturen hin, welche im Zusammenhang mit dem Schwabenkrieg von 1499 entstanden sein könnten.
Besonders schwer in Mitleidenschaft gezogen wurde die Pfarrkirche zweifellos bei einem Dorfbrand im Jahr 1577: Damals brannten 33 Häuser samt etlichen Ställen ab, wobei von der Kirche offenbar nur der Turm, die Turmuhr und die Glocken gerettet werden konnten.
Entsprechend sind für die Folgejahre und -jahrzehnte verschiedene bauliche Massnahmen im Inneren und am Kirchgebäude anzunehmen. Für die Jahre 1639/1640 wird beispielsweise von der Weihe zweier Altäre berichtet. Im Jahr 1726 erhielt die Kirche eine neue Decke und 1755 fand eine Gesamtrenovierung statt. Eine in den 1830er Jahren geplante Erweiterung der Kirche wurde hingegen offenbar nicht realisiert.
Wegen Baufälligkeit und Raummangels erfolgte schliesslich im Jahr 1900 der Abbruch der alten Pfarrkirche. Nicht abgebrochen wurde jedoch der Kirchturm. Dieser lässt sich stilistisch etwa in die Zeit um 1100, mindestens aber ins 12. Jahrhundert datieren. Der fünfgeschossige Bau mit nahezu quadratischem Grundriss befindet sich seit dem Abbruch der übrigen Gebäudeteile frei stehend in der südwestlichen Ecke des heutigen Friedhofs. Ergänzt wurde das Friedhofsareal im Jahr 1934 durch eine Friedhofskapelle.

## Neue Pfarrkirche St. Laurentius

### Geschichte
Im Jahr 1887 wurden Planungen für den Bau einer neuen Pfarrkirche eingeleitet, wobei Fürst Johann II. den in seinen Diensten stehenden Österreicher Gustav Neumann als Architekt bestimmt hatte.
Die Geldmittel für den Bau stammten aus unterschiedlichen Quellen: Der Schaaner Bürger und Eschner Pfarrer Anton Frick hatte bereits im Jahr 1883 einen Teil seines Vermögens für einen Kirchenbau in seiner Heimatgemeinde vermacht. Hinzu kamen Schenkungen des Fürsten Johann II., wobei die höchste Summe mit 36‘320 Gulden aus dem Verkauf der im Besitz des Fürsten stehenden Alpe Sücka an die Triesenberger stammte.
Zur Beschaffung von Geldmitteln verkaufte die Gemeinde Schaan u. a. Kunstgegenstände aus der alten Pfarrkirche. Aber auch die Gemeinde Planken beteiligte sich finanziell.

Luftaufnahme der Gemeinde Schaan mit alter und neuer Pfarrkirche im Jahr 1958

Die Grundsteinlegung für die neue Pfarrkirche fand am 19. Juli 1888 statt.
Das erforderliche Holz wurde aus den Schaaner Wäldern und die Tuff- sowie Mauersteine aus Steinbrüchen aus Schaan geliefert, während beispielsweise die Sandsteine aus St. Margrethen und die Ziegel für das Kirchendach aus Landquart stammten.
Am 24. Juni 1891 wurde das Kreuz feierlich auf die Turmspitze gesetzt. Gut zwei Jahre später waren auch die Innenausmalungen abgeschlossen und am 5. Oktober 1893 fand die Weihe der neuen Pfarrkirche statt.

Aber auch in den Folgejahren wurden verschiedene weitere Anschaffungen getätigt: So wurde 1895 eine Turmuhr aus Ulm sowie 1898/1899 Kreuzwegstationen aus München erworben. Mit der Weihe von zwei Seitenaltären im Jahr 1911 kam die Innenraumgestaltung jedoch schliesslich zu einem vorläufigen Abschluss.
Im Jahr 1967 wurde das Dach mit Eternit neu gedeckt. In den Jahren 1968 bis 1978 fanden umfassende Renovierungsarbeiten unter Leitung des Architekten Eduard Ladner statt: So wurde beispielsweise das Kirchenschiff mit Eternit neu bedacht, Hochaltar, Seitenaltäre und Kanzel entfernt, der Chorraum neu gestaltet, eine Sakramentskapelle auf der Südseite der Kirche errichtet sowie die Sakristei auf die gegenüberliegende Nordseite verlegt.
In den Jahren 2003 und 2004 erfolgten im Aussenbereich weitere umfassende Sanierungsarbeiten: So wurde die Natursteinfassade restauriert, das Dach mit Biberschwanzziegeln neu eingedeckt, aber auch Dachgauben, welche 1967 entfernt worden waren, wieder rekonstruiert.

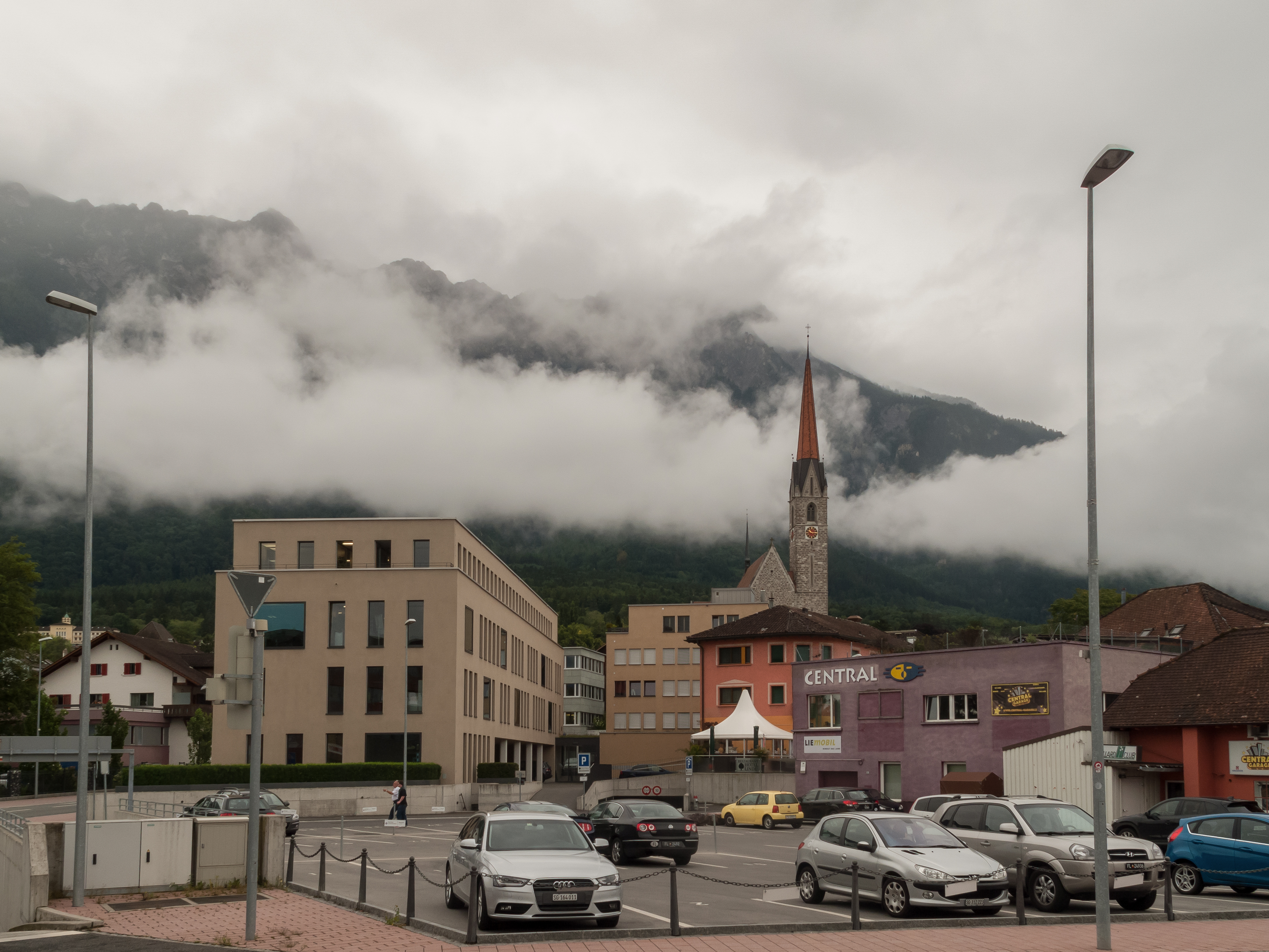
Der Kirchturm als prägendes Element des Kirchengebäudes

### Baubeschreibung
Die neue Pfarrkirche St. Laurentius ist ein Natursteinbau auf kreuzförmigem Grundriss mit jeweils dreiseitig abgeschossenem Lang- und Querhaus. Die im neugotischen Stil erstellte Kirche besitzt an der Südwestecke einen rund 80 Meter hohen Eckturm mit spitzem Helmdach – und stellt damit die höchste Kirche des Fürstentums Liechtenstein dar.
Die Gesamtlänge der Kirche beträgt aussen rund 50 Meter und ist somit rund doppelt so lang wie die 1900 abgebrochene alte Pfarrkirche.
Das Innere der Pfarrkirche ist unterteilt in eine dreischiffige Halle mit Querschiff und einen eingezogenen Chor. Chor und Mittelschiff sind überspannt von einem Kreuzrippengewölbe mit einer Gewölbehöhe von etwa 15 Metern, welches im Schiff von massiven Rundpfeilern getragen wird.

### Ausstattung

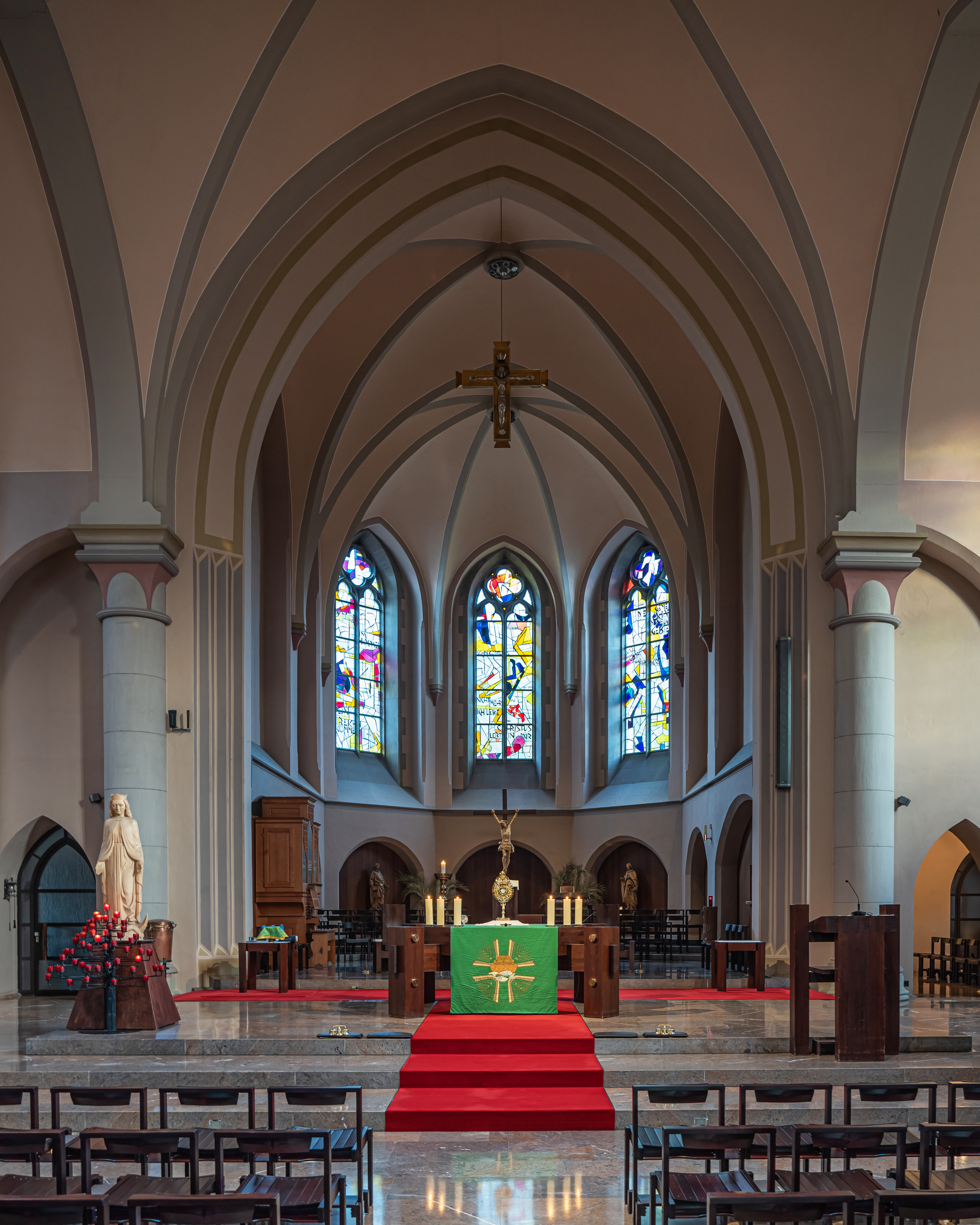
Altarraum der Kirche

Die ehemalige Ausstattung der alten Pfarrkirche St. Laurentius befindet sich zumindest teilweise in der neuen Pfarrkirche. So stammt beispielsweise das drei Meter grosse Kruzifix, welches ins 17. Jahrhundert datiert wird aus der alten Pfarrkirche. Manche ehemalige Ausstattungsgegenstände befinden sich aber auch in liechtensteinischen, zum Teil auch in schweizerischen und österreichischen Museen, während andere Objekte aus der alten Pfarrkirche als zerstört oder als verschollen gelten.
Bei den Renovierungen in den 1960er und 1970er Jahren wurden teilweise auch die Fenster ersetzt. So erhielt der Chor, das Querschiff und die Sakramentskapelle moderne Fenster mit Glasmalereien nach Entwürfen des Schaaner Künstlers Martin Frommelt. Sechs Fenster des Kirchenschiffs mit geometrischen und floralen Motiven blieben jedoch erhalten, ebenso die Rosette an der Westwand mit dem Haupt Christi, welche alle 1891/1893 von einer Glasmalerei aus Wien ausgeführt worden waren.
Im Rahmen der Neugestaltung des Chorraums durch Georg Malin wurde u. a. ein neuer Altar aus massivem Eichenholz in die Vierung vorverlegt, während die Priester- und Ministrantensitze den Abschluss des Chorbereichs gegen das Langhaus bilden.

### Orgeln

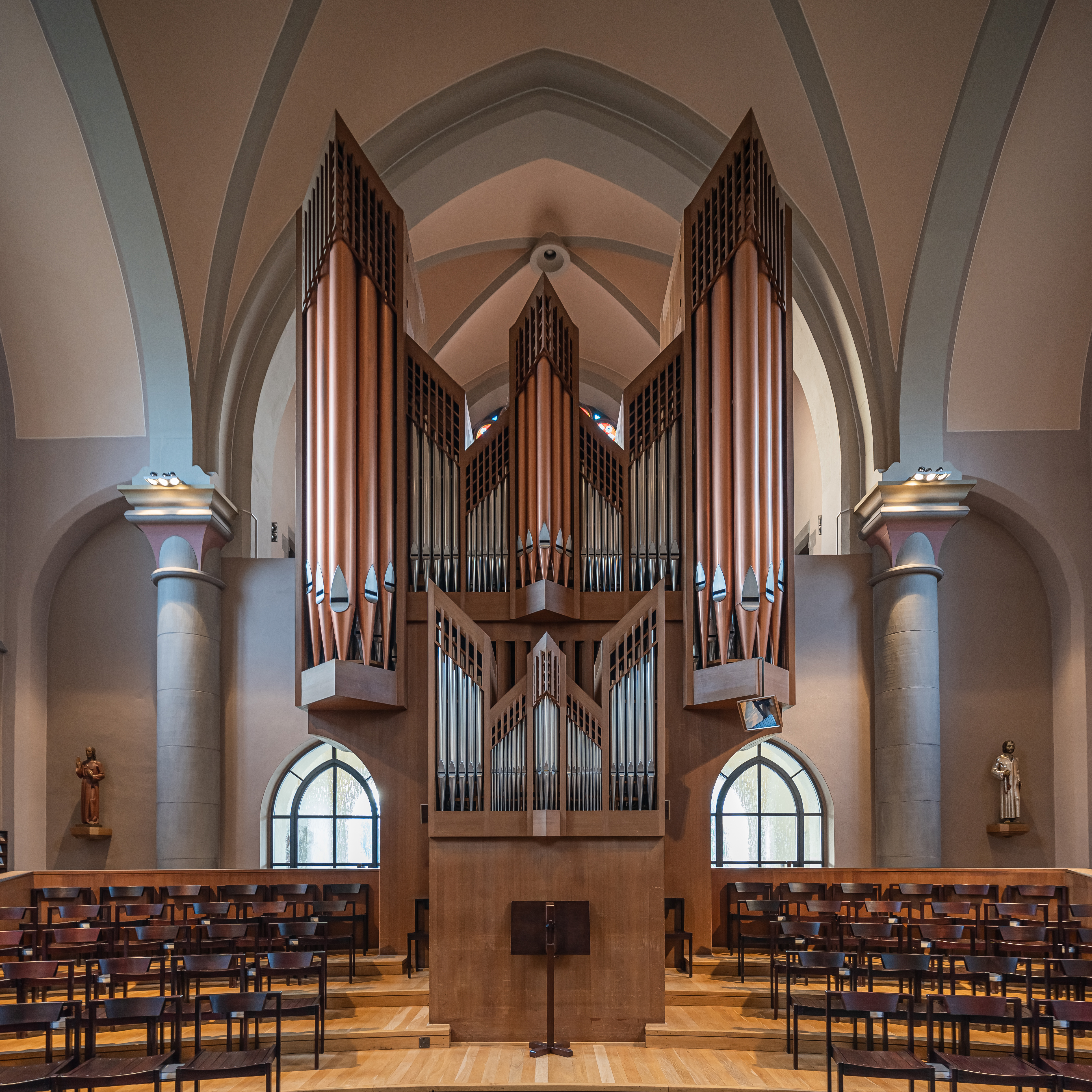
Die Schleifladenorgel

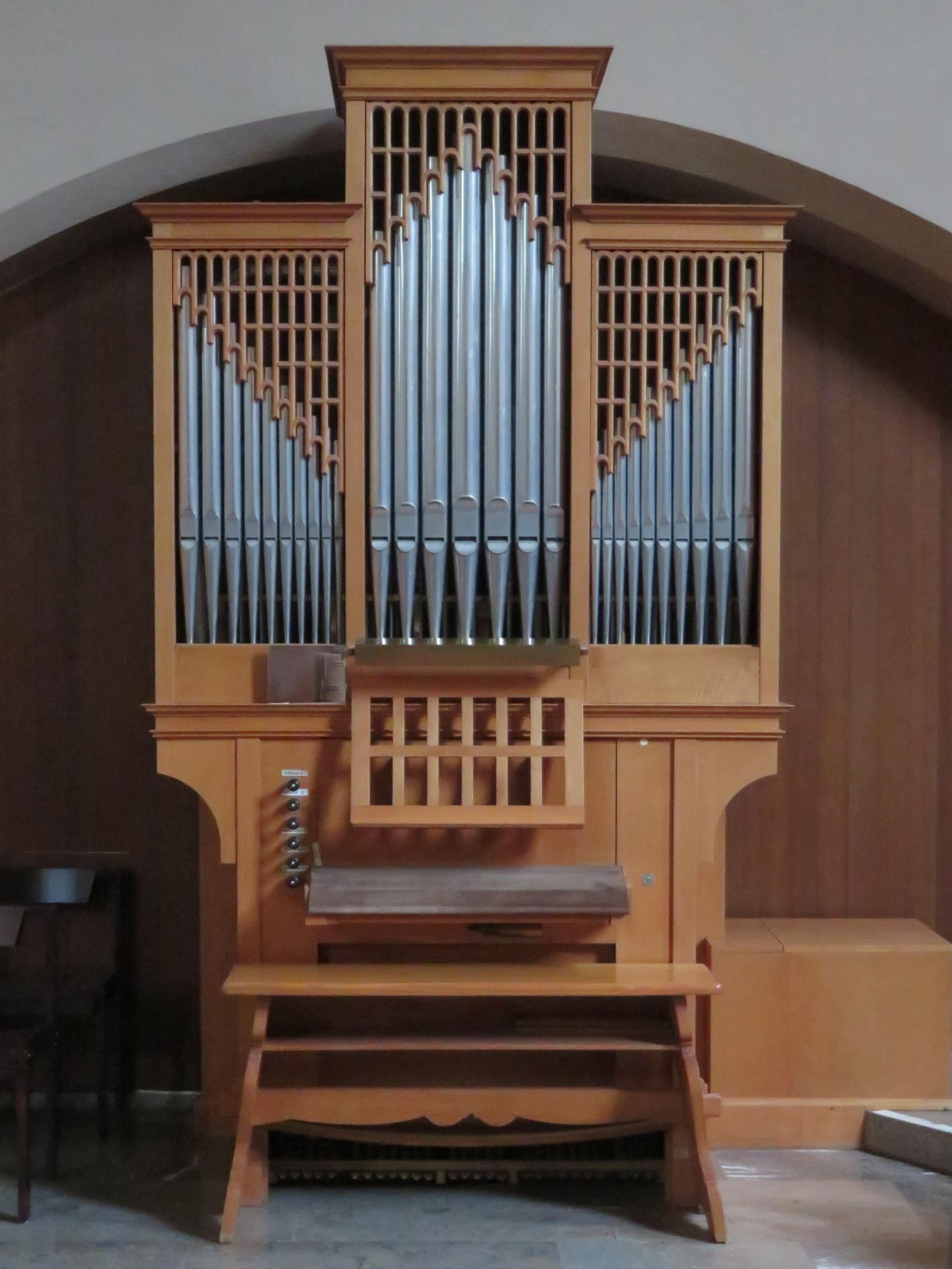
Chororgel von Mathis-Orgelbau

In der Kirchenrechnung von 1810 wurde erstmals ein Organist erwähnt, sodass auf die Existenz einer Orgel zu dieser Zeit geschlossen werden kann. Im Jahr 1876 wurde eine neue Orgel mit 12 Registern auf einem Manual erworben, erbaut von der Orgelwerkstatt Gebrüder Mayer aus Feldkirch, welche schliesslich 1893 aus der alten Pfarrkirche ausgebaut und auf die Empore der neuen Pfarrkirche übertragen wurde. Bereits 1894 ist jedoch der Ankauf eines grösseren Orgelwerkes belegt, welche ein Geschenk des Fürsten Johann II. war und von Gebr. Brauner aus Mährisch Neustadt gefertigt war. Die alte Orgel wurde nach Balzers verkauft.
Im Jahr 1937 erfolgte der Neubau einer Orgel mit 30 Registern auf zwei Manualen und Pedal, ausgestattet mit elektrischer Traktur, welche von der Orgelbaufirma Gebrüder Späth aus Mengen erbaut worden war. Ersetzt wurde diese schliesslich durch eine neue dreimanualige Schleifladenorgel mit mechanischer Spiel- und Registertraktur der Orgelbaufirma M. Mathis aus Näfels. Sie hat 36 Register auf drei Manualen und Pedal. Ihre Einweihung fand am 21. Mai 1978 statt. Die Orgel hat folgende Disposition:
| I Rückpositiv C–g3 |            |        |
| 1.                 | Gedackt    | 8′     |
| 2.                 | Principal  | 4′     |
| 3.                 | Rohrflöte  | 4′     |
| 4.                 | Octave     | 2′     |
| 5.                 | Terz       | 1 3⁄5′ |
| 6.                 | Quint      | 1 ⁄3′  |
| 7.                 | Zimbel III | 1⁄2′   |
| 8.                 | Krummhorn  | 8′     |

| II Hauptwerk C–g3 |               |       |
| 9.                | Pommer        | 16′   |
| 10.               | Principal     | 8′    |
| 11.               | Rohrgedackt   | 8′    |
| 12.               | Suavial       | 8′    |
| 13.               | Octav         | 4′    |
| 14.               | Spitzflöte    | 4′    |
| 15.               | Quint         | 2 ⁄3′ |
| 16.               | Superoctav    | 2′    |
| 17.               | Mixtur III-IV | 1 ⁄3′ |
| 18.               | Trompete      | 8′    |

| III Schwellwerk C–g3 |              |        |
| 19.                  | Bourdon      | 8′     |
| 20.                  | Gambe        | 8′     |
| 21.                  | Principal    | 4′     |
| 22.                  | Traversflöte | 4′     |
| 23.                  | Nasat        | 2 ⁄3′  |
| 24.                  | Nachthorn    | 2′     |
| 25.                  | Terz         | 1 3⁄5′ |
| 26.                  | Plein jeu IV | 2′     |
| 27.                  | Oboe         | 8′     |
| 28.                  | Clairon      | 4′     |
|                      | Tremulant    |        |

| Pedal C–f1 |                 |       |
| 29.        | Praestant       | 16′   |
| 30.        | Subbass         | 16′   |
| 31.        | Octavbass       | 8′    |
| 32.        | Pommer          | 8′    |
| 33.        | Octav           | 4′    |
| 34.        | Rauschpfeife IV | 2 ⁄3′ |
| 35.        | Posaune         | 16′   |
| 36.        | Zinke           | 8′    |

- Koppeln: I/II, III/II, II/P, III/P
- Spielhilfen: Sperrventil Grosspedal, Einzelabsteller

1987 wurde noch eine Chororgel angeschafft, die ebenfalls von der Orgelwerkstatt Matthis stammt und über sechs Register auf einem Manual und Pedal verfügt.

### Glocken
Die Pfarrkirche besass bis 1968 ein Geläute von vier Glocken mit der Tonfolge c – es – f – g, welche von der Glockengiesserei Grassmayr in Feldkirch gegossen worden waren und am 12. August 1893 geweiht wurden.
Im Jahr 1968 erfolgte eine Erweiterung mit zwei neuen Glocken in As und b. Diese wurden von der Glockengiesserei Eschmann gegossen und am 16. September 1968 geweiht. Damit besitzt St. Laurentius das zweitgrösste Glockengeläut des Landes.
Übersicht
| Glocke | Name                         | Gussjahr | Giesser                                    | Gewicht | Schlagton | Inschrift                                                                                    |
| ------ | ---------------------------- | -------- | ------------------------------------------ | ------- | --------- | -------------------------------------------------------------------------------------------- |
| 1      | Hl. Paulus                   | 1968     | Glockengiesserei Eschmann, Rickenbach (TG) | 5000 kg | As°       | Jesus Christus gestern und heute, derselbe auch in Ewigkeit. Hebr. 13,8                      |
| 2      | Hl. Laurentius               | 1893     | Glockengießerei Grassmayr (Feldkirch)      |         | c′        | In principio erat verbum et Deus erat verbum et verbum caro factum est et habitavit in nobis |
| 3      | Hll. Josef und Christophorus | 1893     | Glockengießerei Grassmayr (Feldkirch)      |         | es′       | A fulgure, grandine et tempestate libera nos Domine                                          |
| 4      | Hl. Agatha                   | 1893     | Glockengießerei Grassmayr (Feldkirch)      |         | f′        | Omnes sancti et sanctae Dei intercedite pro nobis                                            |
| 5      | Hl. Aloisius                 | 1893     | Glockengießerei Grassmayr (Feldkirch)      |         | g′        | Haurietis aquas in gaudio de fontibus salvatoris                                             |
| 6      | Hl. Johannes Evangelist      | 1968     | Glockengiesserei Eschmann, Rickenbach (TG) | 400 kg  | b′        | Im Anfang war das Wort. Das Wort, es war bei Gott und dieses Wort war selber Gott. Joh.1,1   |

## Fürst-Johann-Denkmal

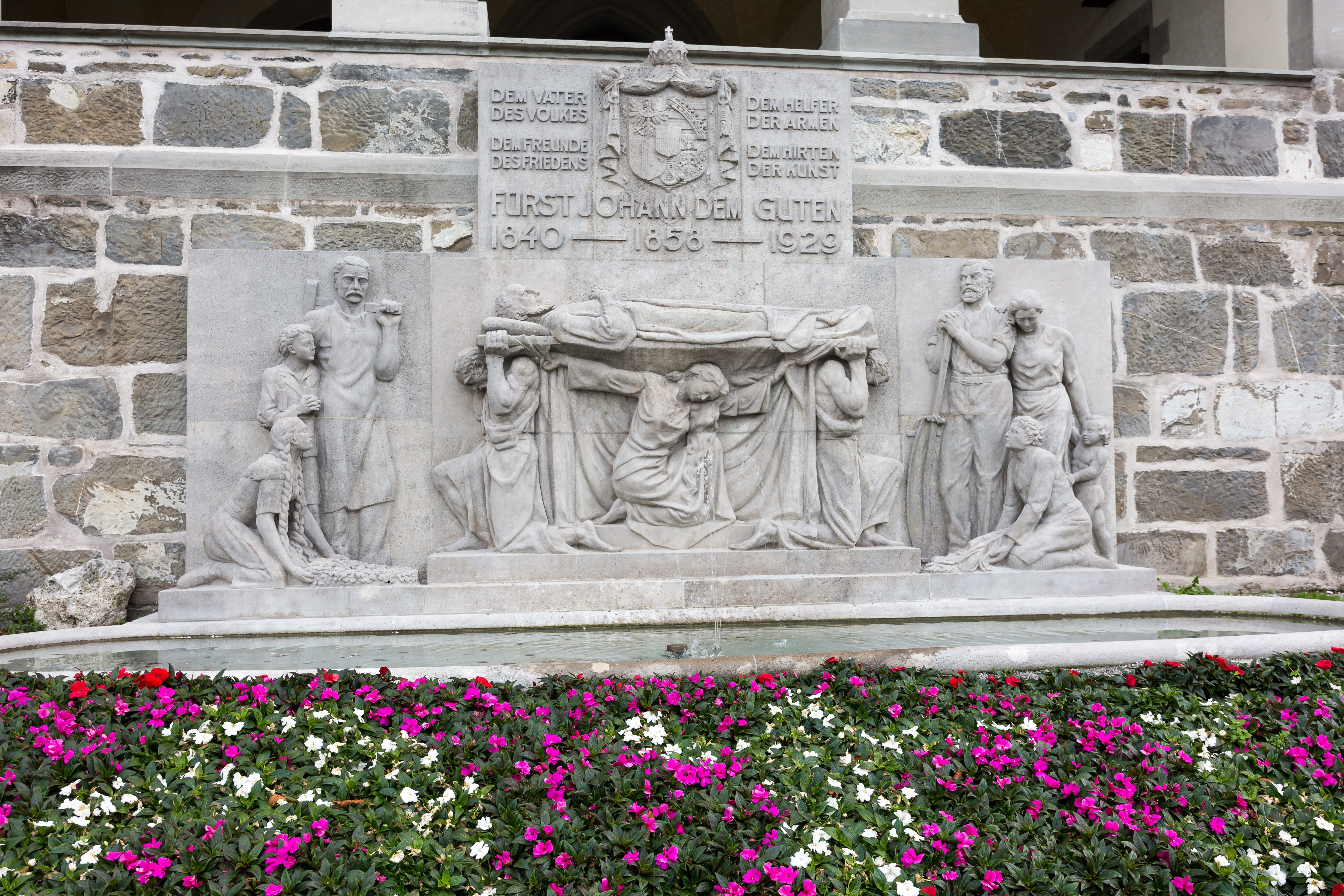
Das Denkmal für Fürst Johann II.

An der Westseite der Pfarrkirche St. Laurentius wurde 1932 zur Erinnerung an den 1929 verstorbenen Fürsten Johann II. ein Denkmal errichtet. Das vom Schaaner Bildhauer Gottfried Hilti angefertigte und von der Gemeinde Schaan in Auftrag gegebene Relief zeigt drei kniende Figuren, die den Leichnam des Fürsten auf ihren Schultern tragen.
Über dem Relief befindet sich eine Schrifttafel mit den Worten:
Dem Vater des Volkes -
Dem Helfer der Armen -
Dem Freund des Friedens -
Dem Hirten der Kunst -
Fürst Johann dem Guten -
1840-1858-1929